# Garindein
Garindein ist eine französische Gemeinde mit 459 Einwohnern (Stand 1. Januar 2022) im Département Pyrénées-Atlantiques in der Region Nouvelle-Aquitaine (vor 2016: Aquitanien). Die Gemeinde gehört zum Arrondissement Oloron-Sainte-Marie und zum Kanton Montagne Basque (bis 2015: Kanton Mauléon-Licharre).
Der Name in der baskischen Sprache lautet Garindaine. Die Einwohner werden entsprechend Garindaintar genannt.

## Geographie
Garindein liegt ca. 35 km westlich von Oloron-Sainte-Marie der historischen Provinz Soule im französischen Teil des Baskenlands.
Umgeben wird Garindein von den Nachbargemeinden:
|         | Ainharp                                     | Mauléon-Licharre |
|         | Kompassrose, die auf Nachbargemeinden zeigt |                  |
| Ordiarp |                                             | Gotein-Libarrenx |

Garindein liegt im Einzugsgebiet des Flusses Adour und liegt am linken Ufer des Saison, einem Nebenfluss des Gave d’Oloron. Zwei Zuflüsse des Saison, der Arangoreneko Erreka und der Ruisseau Urgorri, strömen durch das Gemeindegebiet ebenso wie der Ruisseau Quihilliri, ein Nebenfluss des Ispatchoury Erreka.

## Geschichte
Toponyme und Erwähnungen von Garindein waren
- Garindenh (1475, Verträge von Ohix, Notar von Soule),
- Garindayn (1479, Urkunden aus Bayonne),
- Garindeing (1612, Veröffentlichungen des Bistums Oloron) und
- Garindein (1750, Karte von Cassini).[3][4]

Im 20. Jahrhundert wurde die Gemeinde ein Zentrum für die Entwicklung der baskischen Kultur, insbesondere in der Form von Aufführungen baskischer Pastorale. Diese sind beliebte Bühnenwerke in baskischer Sprache mit Tanz und Musik, bei denen Laienschauspieler aus der jeweiligen Gemeinde zu einem religiösen oder historischen Thema auftreten.

### Einwohnerentwicklung
Die Entwicklung der Einwohner von Garindein erlebte ein mehrfaches Auf und Ab mit Ausschlägen nach oben in der Mitte des 19. Jahrhunderts mit rund 400 Einwohnern, zu Beginn des 20. Jahrhunderts mit 427 Einwohnern und einem bis jetzt absoluten Höchststand der Einwohnerzahl mit 648 Einwohnern in der Zählung 1982. Seitdem ist die Zahl der Einwohner wieder rückläufig und bewegt sich auf einem Niveau von rund 500 Einwohnern.
| Jahr      | 1962 | 1968 | 1975 | 1982 | 1990 | 1999 | 2006 | 2009 | 2022 |
| --------- | ---- | ---- | ---- | ---- | ---- | ---- | ---- | ---- | ---- |
| Einwohner | 434  | 475  | 594  | 648  | 598  | 525  | 523  | 529  | 459  |

## Kultur und Sehenswürdigkeiten
In der Soule wird jedes Jahr eine Pastorale im Rahmen eines Festes in einer anderen Gemeinde aufgeführt, wie es in Garindein zuletzt 2014 der Fall war.
Am 14. August jedes Jahres wird überdies ein kantaldi, ein baskisches Gesangsfestival, ausgetragen.

### Bauwerke

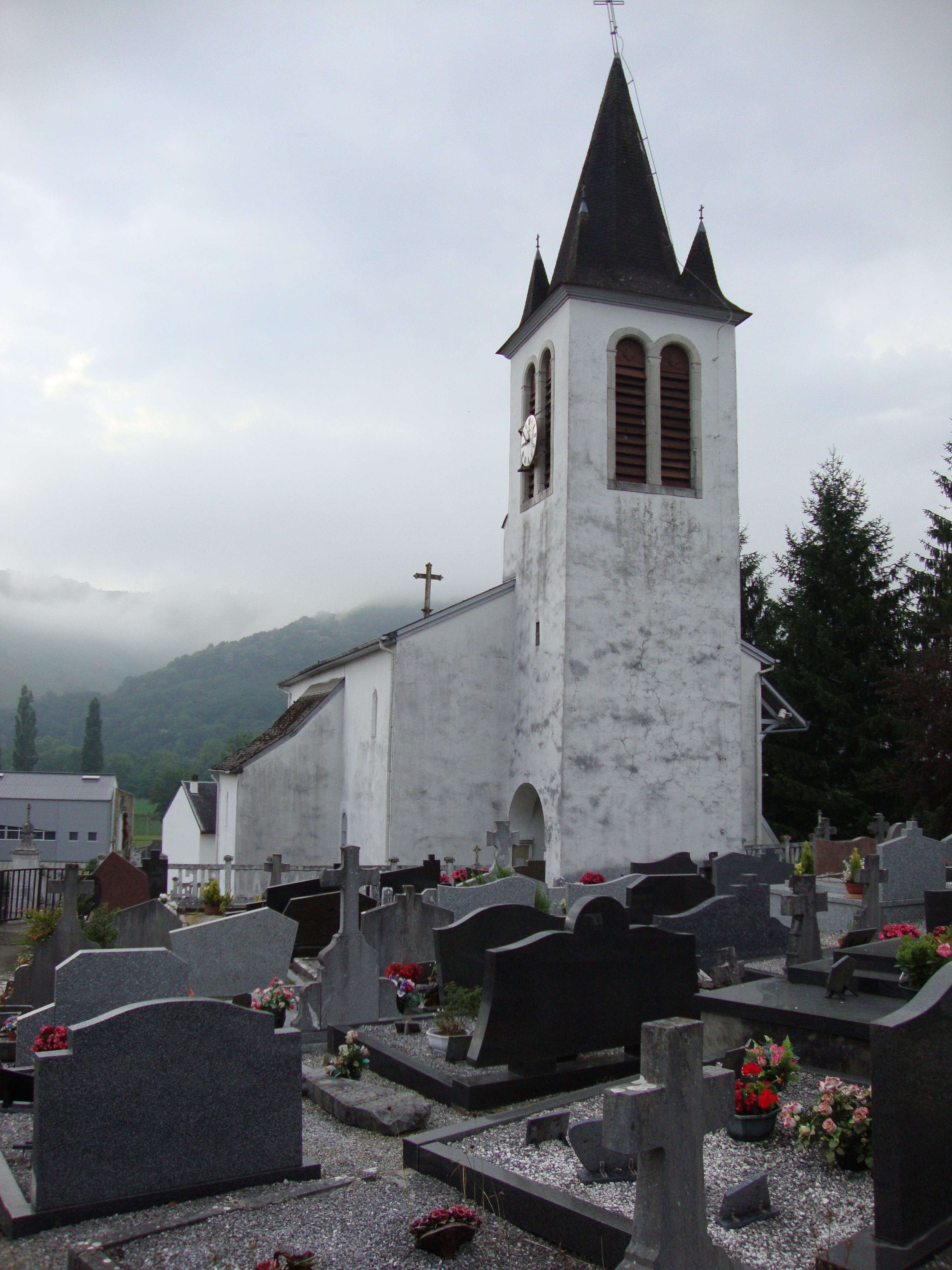
Pfarrkirche Saint-Vincent-de-Dax

- Pfarrkirche, gewidmet Vinzenz von Paul, Priester im 17. Jahrhundert und Begründer der neuzeitlichen Caritas. Vermutlich wurde die Kirche im 17. Jahrhundert errichtet. Ihr Langbau ist von zwei Seitenkapellen flankiert und ist von einem tiefgezogenen Dach gedeckt. Ursprüngliche Elemente sind heute der zentrale Eingang und das Kirchenschiff. Im Zuge einer Restaurierung im 19. Jahrhundert wurde der Glockenturm gebaut und das Fenster in die Apsis eingefügt. 2002 erfolgte eine vollständige Restaurierung.[9] Unter dem Vorbau ist eine Gedenktafel an die im Ersten Weltkrieg gefallenen Soldaten der Gemeinde angebracht. Insbesondere im Baskenland ist das Gedenken mit der Religion verknüpft.[10] Im Kircheninnern ist die Decke vollständig bemalt und mit Tafelwerk bekleidet. Die Bemalung besteht aus Girlanden von farbigen pflanzlichen Motiven, in der Mitte des Kirchenschiffs entlang einer Linie runde Medaillons in viereckigen Rahmen. Mehrere Porträts sind darunter zu finden, z. B. von Jesus Christus und Gott, den Vater, der an seiner rechten Hand zu erkennen ist, die als Zeichen des Segens zum Himmel gerichtet ist. Weiter hinten ist ein Adler mit ausgebreiteten Schwingen zu sehen, ein Symbol des Evangelisten Johannes.[11] Wie in den allermeisten baskischen Kirchen üblich, umgibt eine Empore, die über eine Außen- oder Innentreppe erreichbar ist und traditionell den Männern während einer Messe vorbehalten ist, den Innenraum, während die Frauen im Erdgeschoss des Kirchenschiffs Platz nehmen. In den wenigen Fällen eines Fehlens einer Empore sitzen Frauen in Richtung Altar auf der linken, Männer auf der rechten Seite. In der Kirche Saint-Vincent-de-Dax gibt es jeweils eine Ebene von Emporen an den Seitenwänden, schmucklos bis auf die geschnitzten Balustraden.[12] Bei der Restaurierung im Jahre 2002 ist auch ein neues, sehr farbenfrohes Glasfenster eingefügt worden. Es zeigt zwei runde Medaillons inmitten von Inschriften in baskischer Sprache, pflanzlichen Ornamenten und Herzen, Symbole der heiligsten Herzen Jesu und Marias. Die beiden übereinander angeordneten Bilder zeigen einen im Bett liegenden Sterbenden, auf dem oberen Bild umgeben von mehreren Heiligen und einem Engel, auf dem unteren Bild von Maria und Jesus Christus, in beiden Fällen bereit, die Seele des Sterbenden zu empfangen.[13] Der Tabernakel aus dem Jahr 2002 ist aus Holz geschnitzt und vollständig vergoldet. Er ist verziert mit zahlreichen pflanzlichen Ornamenten und Statuetten als Flachrelief. Seine Tür ist vollständig überdeckt mit der Darstellung eines bärtigen Heiligen in Bischofskleidung, häufig Attribute von Martin von Tours.[14] Der die Kirche umgebende Friedhof ist terrassenförmig angelegt. Die Brüstung an seiner Haupttreppe zeigt eine Besonderheit. Die Säulen der Brüstung sind als große Buchstaben ausgearbeitet, die den Grabspruch „Reposez en paix“ (deutsch Ruhet in Frieden) formen.[15]

- Rathaus von Garindein. Bauernhäuser im Baskenland weisen unterschiedliche Baustile in den historischen Provinzen Labourd, Nieder-Navarra und Soule auf. Das Rathaus der Gemeinde ist in einem ehemaligen Bauernhaus im Stil der Soule untergebracht. Ein typisches Merkmal ist das schiefergedeckte Dach mit vier Dachflächen, deren starke Neigung vermeiden soll, dass sich im Winter der Schnee von den unweit entfernten Pyrenäen auf dem Dach anhäuft und das Haus beschädigt. Die große Toreinfahrt, durch die in früherer Zeit die Karren fuhren, wurde beibehalten. Obwohl die meisten architektonischen Elemente modernisiert wurden, schmückt ein traditioneller Türsturz mit Inschrift die Fassade, wie er auf fast allen baskischen Häusern anzutreffen ist, ein nach außen sichtbares Zeichen der regionalen Identität.[16]

- Kalvarienberg von Garindein. Er besteht aus einem Kreuz, auf dem ein gekreuzigter Christus dargestellt ist. Dieses ist weithin sichtbar, da es auf einer hohen Säule und einem Postament ruht.[17]

### Sport und Freizeit
Der Fernwanderweg GR 78 von Carcassonne nach Saint-Jean-Pied-de-Port führt durch die Gemeinde. Er folgt einem Nebenweg des Jakobswegs nach Santiago de Compostela.

## Wirtschaft und Infrastruktur

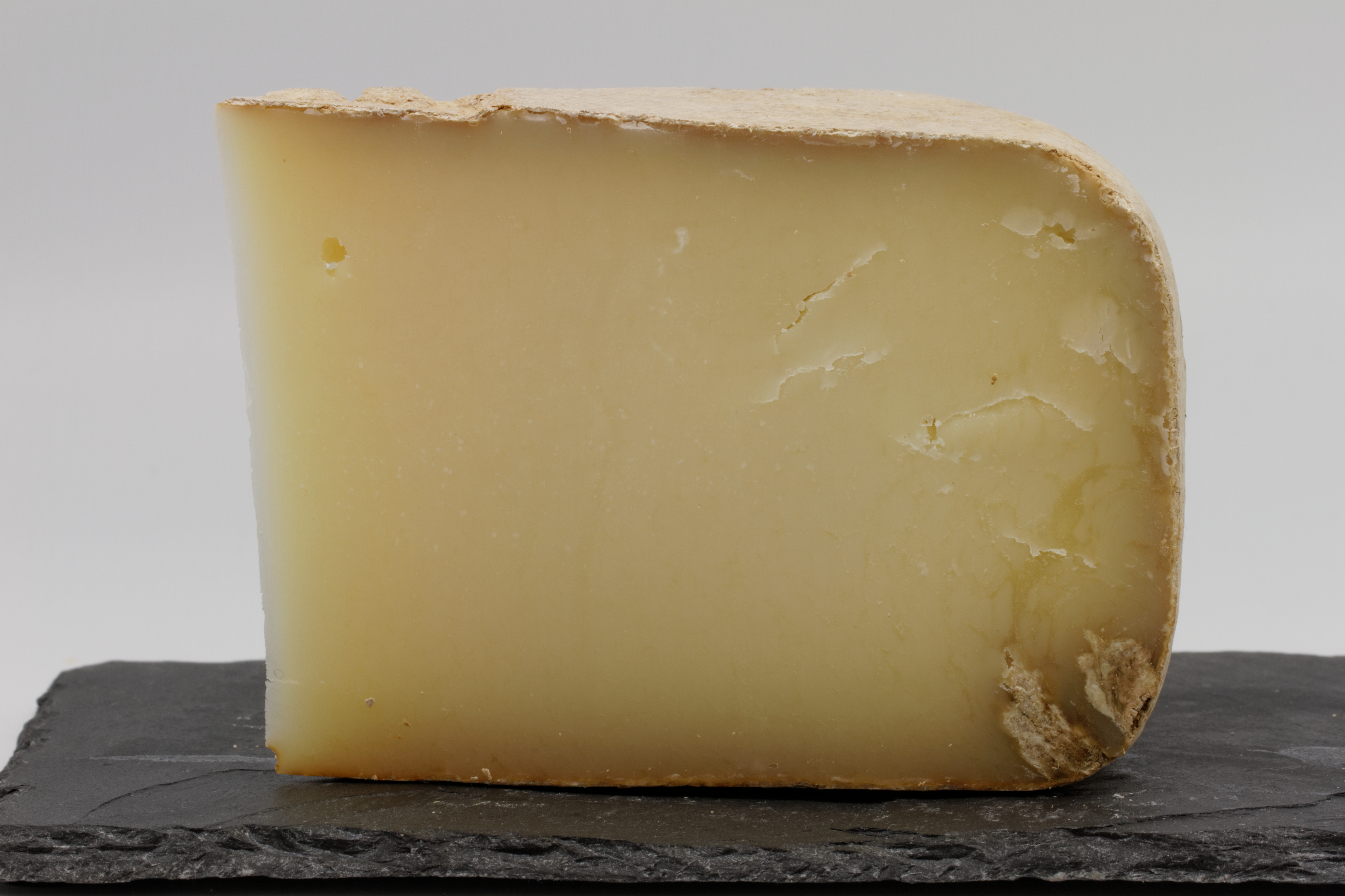
Ossau-Iraty

Garindein liegt in den Zonen AOC des Ossau-Iraty, eines traditionell hergestellten Schnittkäses aus Schafmilch, sowie der Schweinerasse und des Schinkens „Kintoa“.

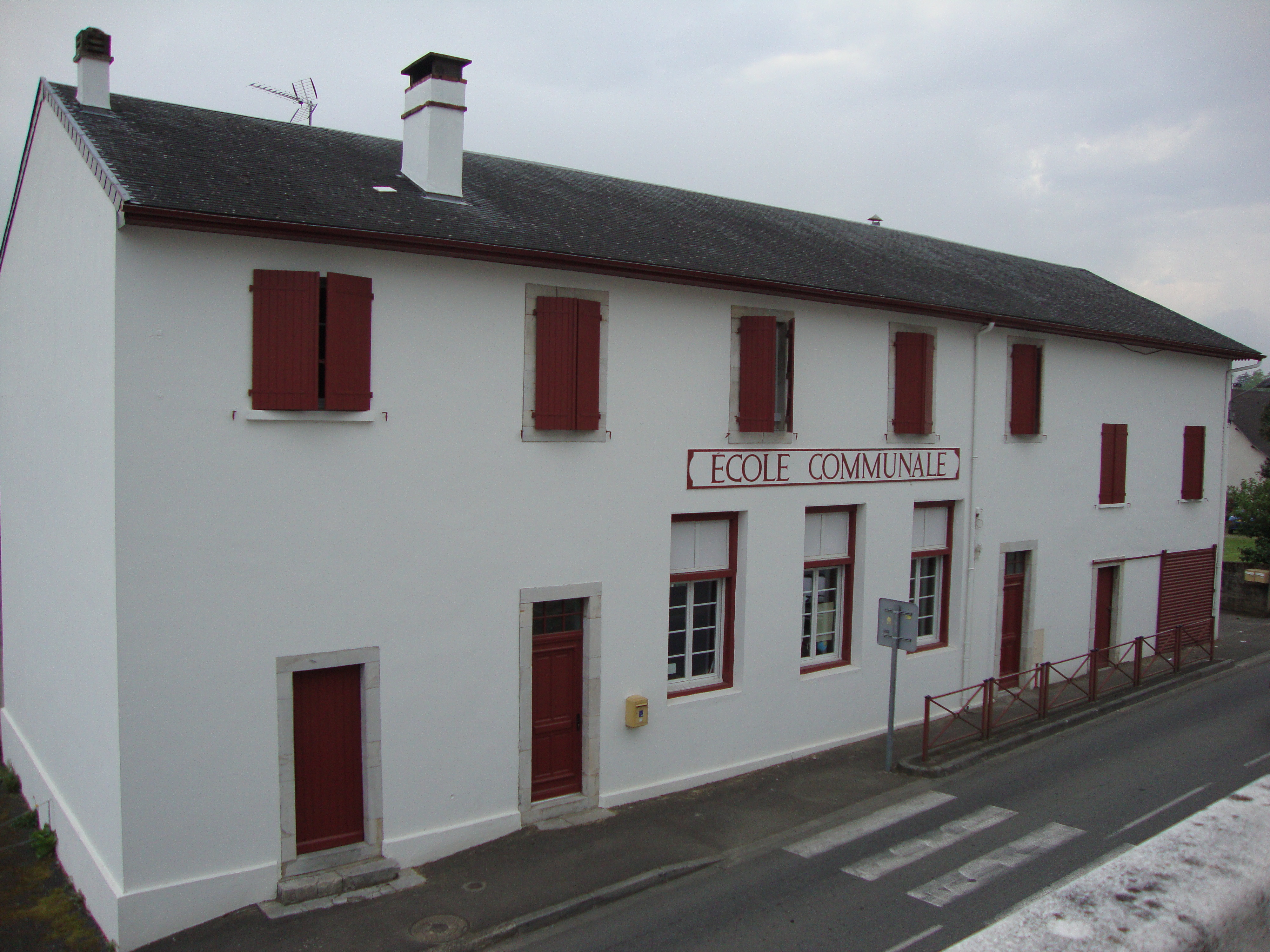
Grundschule von Garindein

### Bildung
Die Gemeinde verfügt über eine öffentliche Grundschule.

### Verkehr
Garindein wird durchquert von der Route départementale 918, der ehemaligen Route nationale 618.

## Persönlichkeiten
Jon Mirande Ayphasorho, geboren am 11. Oktober 1925 in Paris, gestorben am 28. Dezember 1972 in Paris, war ein baskischer Schriftsteller. Sein Vater, Jean Mirande, stammte aus Garindein und zog nach Paris, um Arbeit zu suchen.